# 入野站 (廣島縣)
入野站（日语：／ Nyūno eki */?）是位於廣島縣東廣島市河內町入野，西日本旅客鐵道（JR西日本）山陽本線的車站。

## 歷史
- 1917年（大正6年）7月13日 - 距離現時入野站往岡山一方200米處新設入野號誌站。
  - 當時號誌站位於廣島縣豐田郡入野村（日语：入野村 (広島県)）。
- 1939年（昭和14年）8月11日 - 入野號誌站廢止。
- 1953年（昭和28年）12月25日 - 國鐵新設入野站，位於現時所在地。為旅客車站。
- 1956年（昭和31年）
  - 4月1日 - 隨著所在郡改變，車站位於廣島縣賀茂郡入野村。
  - 9月30日 - 入野村編入至河內町（日语：河内町 (広島県)）（第二次），車站位於廣島縣賀茂郡河內町入野。
- 1987年（昭和62年）4月1日 - 伴隨國鐵分割民營化，車站由西日本旅客鐵道（JR西日本）營運。
- 1995年（平成7年）10月1日 - 車站從廣島分社（日语：西日本旅客鉄道広島支社）直轄改為由三原地域鐵道部（日语：三原地域鉄道部）管轄[1]。
- 2005年（平成17年）
  - 2月7日 - 河內町（第二次）編入東廣島市，車站位於廣島縣東廣島市河內町入野。
  - 4月 - 不再委托發售回數票。同日成為無人車站。
- 2007年（平成19年）
  - 7月15日 - 引入可接受ICOCA的簡易型自動閘機（日语：自動改札機）。
  - 9月1日 - 此站可以使用ICOCA。
- 2018年（平成30年）
  - 6月1日 - 隨著三原地域鐵道部（日语：三原地域鉄道部）廢止，成為三原站被管理車站[2]。
  - 7月6日 - 發生2018年7月西日本豪雨使車站暫停服務。
  - 9月30日 - 三原站至白市站之間重開[3]。

## 車站構造
車站為一座地面車站，設有2面2線的相對式月台。車站設有轉轍器和絶對信號機，被定義為停留所。月台近廣島一方設有跨線橋。車站可以使用ICOCA與其互相可以使用的IC卡。
車站是由三原站管理的無人車站。在2007年（平成19年）設置了自動售票機。車站大樓內舊事務室現時設有「河內町高齡者能力活用協會」設施，以有效地用作當地老年人的社交場所。月台的上蓋比較短。

### 月台
| 月台       | 路線     | 上下行 | 方向           | 備註                       |
| ---------- | -------- | ------ | -------------- | -------------------------- |
| 車站大樓側 | 山陽本線 | 下行   | 西條、廣島方向 |                            |
| 對面       | 山陽本線 | 上行   | 三原、福山方向 | 福山方向的列車需在糸崎轉乘 |

- 以上路線編號和路線顏色是來自JR西日本官方網站的全體路線圖[4]。此站是位於廣島城市網絡（日语：広島シティネットワーク）範圍外，在2016年3月時間表修正時，當時車站時間表中沒有顯示路線編號和路線顏色。
- 在月台和旅客資訊上沒有設定月台編號。

## 使用狀況
以下為1日平均乘車人次
| 年度               | 1日平均 乘車人次 |
| ------------------ | ---------------- |
| 2002年（平成14年） | 211              |
| 2003年（平成15年） | 211              |
| 2004年（平成16年） | 206              |
| 2005年（平成17年） | 211              |
| 2006年（平成18年） | 207              |
| 2007年（平成19年） | 213              |
| 2008年（平成20年） | 232              |
| 2009年（平成21年） | 235              |
| 2010年（平成22年） | 227              |
| 2011年（平成23年） | 232              |
| 2012年（平成24年） | 241              |
| 2013年（平成25年） | 240              |
| 2014年（平成26年） | 236              |
| 2015年（平成27年） | 231              |
| 2016年（平成28年） | 245              |
| 2017年（平成29年） | 246              |

## 車站周邊
- 國道432號（日语：国道432号）
- Grünen入野（住宅團地） （页面存档备份，存于）
- 竹林寺（日语：竹林寺 (東広島市)）

## 相鄰車站
西日本旅客鐵道
 山陽本線
河內－入野－白市

## 注腳
1. ↑  『データで見るJR西日本 2001』- 西日本旅客鐵道
2. ↑  データで見るJR西日本2018 （页面存档备份，存于） p.203 - 西日本旅客鐵道
3. ↑  .   [2020年3月25日]. （原始内容存档于2020年3月25日）.
4. ↑   (PDF). JR出門網.   [2016-04-21]. （原始内容存档 (PDF)于2015-03-18）.PDF
5. ↑  統計でみる東広島 （页面存档备份，存于） - 東廣島市

## 外部連結
- 入野｜車站資訊：JR出門網 - 西日本旅客鐵道